# Кизилкайин (Бухар-Жирауський район)
Кизилкайи́н (каз. Қызылқайың) — село у складі Бухар-Жирауського району Карагандинської області Казахстану. Адміністративний центр Кизилкаїнського сільського округу.
Населення — 839 осіб (2021; 1015 у 2009, 1095 у 1999, 1317 у 1989).
Національний склад станом на 1989 рік:
- росіяни — 43 %;
- німці — 21 %.

До 2010 року село називалося Березняки.